# Prangey
Prangey est une ancienne commune française du département de la Haute-Marne en région Grand Est. Elle fait partie de la commune de Villegusien-le-Lac depuis 1972.

## Géographie
Prangey est traversé par les routes D26 et D292.

## Histoire
En 1789, ce village forme une enclave de Bourgogne en Champagne et dépend du bailliage de la Montagne ou de Châtillon-sur-Seine.
Le 1er août 1972, la commune de Prangey est rattachée sous le régime de la fusion-association à celle de Villegusien qui devient Villegusien-le-Lac. Le 1er janvier 2016, Prangey perd son statut de commune associée.

## Politique et administration
| Période                                  | Période | Identité        | Étiquette | Qualité |
| ---------------------------------------- | ------- | --------------- | --------- | ------- |
| avant 2002                               | ?       | Christian Bouly |           |         |
| ?                                        | 2015    | Serge Nicard    |           |         |
| Les données manquantes sont à compléter. |         |                 |           |         |

## Démographie
| 1866 | 1872 | 1876 | 1881 | 1886 | 1891 | 1896 | 1901 | 1906 |
| ---- | ---- | ---- | ---- | ---- | ---- | ---- | ---- | ---- |
| 420  | 430  | 416  | 415  | 425  | 405  | 398  | 344  | 327  |

| 1911 | 1921 | 1926 | 1931 | 1936 | 1946 | 1954 | 1962 | 1968 |
| ---- | ---- | ---- | ---- | ---- | ---- | ---- | ---- | ---- |
| 322  | 268  | 266  | 255  | 255  | 218  | 218  | 220  | 197  |

## Héraldique
| Blason de Prangey | Blason  | D'azur au chevron d'or accompagné de trois croisettes recroisetées au pied fiché du même. |
| Blason de Prangey | Détails |                                                                                           |

## Lieux et monuments
- Château, partiellement inscrit MH depuis 1987[3]
- Église Saint-Grégoire, la nef date de la seconde moitié du 12e siècle

## Personnalités liées
- Adrien Guillaume (1833-1872), médecin laryngologiste